# Новокосино (район на Москва)
Новокосино е административен район на Източен окръг в Москва.

## Общи сведения
На територията му има 5 улици – „Городецкая“, „Николай Старостин“, „Новокосинска“, „Салтиковска“ и „Суздалска“. С тях районът се свързва с ул. „Голяма Косинска“ и Носовихинското шосе. Понякога се определя още една улица, под името Суздалский проезд.
Районът е разположен напълно извън Московския околовръстен път, и се свързва с него на две места.
На север от района, оттатък Носовихинското шосе, се намира град Реутов. На юг е Косино-Ухтомският район на Москва. На изток е Салтиковският лесопарк. На запад - район Вешняки.